# كيم سو هاي
كيم سو هاي (بالكورية: 김소혜)‏ هي ممثلة ومغنية كورية جنوبية. ولدت يوم 19 يوليو 1999 في سول في كوريا الجنوبية.

## روابط خارجية
- كيم سو هاي على موقع IMDb (الإنجليزية)
- كيم سو هاي على موقع ميوزك برينز (الإنجليزية)
- كيم سو هاي على موقع ديسكوغز (الإنجليزية)
- كيم سو هاي على موقع قاعدة بيانات الفيلم (الإنجليزية)